# Сидоров, Иван Иванович (полный кавалер ордена Славы)
Иван Иванович Сидоров (24 ноября 1914 — 11 сентября 2002) — командир отделения противотанковых ружей и командир бронетранспортёра мотострелкового батальона (17-я гвардейская механизированная бригада, 6-й гвардейский механизированный корпус, 4-я танковая армия, 1-й Украинский фронт), полный кавалер ордена Славы, гвардии старшина.

## Биография
Иван Иванович Сидоров родился в крестьянской семье в селе Ильинское Подольского уезда Московской губернии (в настоящее время Городской округ Домодедово Московской области). В 1925 году окончил 4 класса школы, работал диспетчером станции Москва-Товарная-Павелецкая.
В 1937 году был призван в ряды Красной армии, участник боёв на Халхин-Голе. Демобилизован в 1940 году и вновь Кировским райвоенкоматом Москвы призван в 1942 году. На фронтах Великой Отечественной войны с февраля 1942 года.
На Брянском фронте 27 июля 1943 года у села Войново Болховского района Орловской области гвардии сержант Сидоров из противотанкового ружья уничтожил снайпера противника и огневую точку. 30 июля у деревни Большая Чернь уничтожил трёх автоматчиков противника, пытавшихся по ржи подползти к окопам подразделения. Приказом по 17-й гвардейской механизированной бригаде от 16 августа 1943 года он был награждён медалью «За отвагу».
10 марта 1944 года при наступлении на деревню Писаревку Каменец-Подольской области отделением гвардии старшего сержанта Сидорова были уничтожены 3 огневые точки противника и подожжены две автомашины с боеприпасами. 18 марта 1944 года при сильных контратаках противника у села Маначин сам лично из ПТР подбил 2 бронетранспортёра противника, а экипажи уничтожил из автомата. Приказом по 6-му гвардейскому механизированному корпусу от 6 мая 1944 года он был награждён орденом Славы 3-й степени.
В Золочевском районе Львовской области 18 июля 1944 года взвод гвардии старшины Сидорова при штурме высоты с отметкой 416,0 уничтожил 3 огневых точки противника и 58 солдат и офицеров. По взятии высоты противник предпринял 9 контратак, пытаясь вернуть высоту, однако они все были отбиты. Сидоров лично из автомата уничтожил 7 солдат противника. У города Пшемысль 22 июля 1944 года взводом гвардии старшины Сидорова при отражении сильных контратак было уничтожено 36 солдат противника и 2 огневых точки. Сидоров был представлен к награждению орденом Отечественной войны 2-й степени, приказом по 6-му гвардейскому механизированному корпусу от 8 августа 1944 года он был награждён орденом Красной Звезды.
30 января 1945 года в пути сломался мотор бронетранспортёра. Вокруг машины стали собираться солдаты противника с целью атаковать машину. Командир экипажа гвардии старшина Сидоров приказал своим солдатам занять круговую оборону. В завязавшемся бою в течение двух часов Сидоровым из пулемёта, остальными из автоматов, было уничтожено 27 солдат противника, остальные скрылись в лесу. В окрестностях города Ласк (Лодзинское воеводство) группа солдат противника перерезала дорогу, в завязавшемся бою Сидоров из пулемёта бронетранспортёра уничтожил 15 солдат противника, остальные разбежались. Приказом по 4-й танковой армии от 13 марта 1945 года гвардии старшина Сидоров был награждён орденом Славы 2-й степени
16 марта 1945 года в бою за деревню Реймен северо-западнее Прудника, когда противник при поддержке танков атаковал позицию роты, гвардии старшина Сидоров заменил раненого командира роты и поднял её в контратаку. Противник был отброшен. В течение четырёх часов рота под командованием Сидорова отбила ещё три контратаки противника.
20 марта 1945 года в ночном бою в лесу Фриденталь-Гисмандорф Сидоров, когда соседнее подразделение дрогнуло, остановил его и поднял в контратаку. Противник вновь был отброшен.
21 марта 1945 года в бою с атакующим противником Сидоров был ранен, но продолжал руководить боем роты. Когда группа автоматчиков противника пыталась окружить группу, в которой находился Сидоров, он, эффективно применяя гранаты, рассеял автоматчиков противника. В этом бою он уничтожил 10 солдат противника. Указом Президиума Верховного Совета СССР от 27 июня 1945 года гвардии старшина Сидоров был награждён орденом Славы 1-й степени.
19 апреля 1945 года в районе деревни Шпреталь во встречном бою был убит командир роты, а два командира взводов были ранены. Гвардии старшина Сидоров принял командование ротой на себя. При очередной атаке противника он поднял роту в контратаку, отбросил противника и занял рубеж, оставленный ротой после гибели командира.
21 апреля 1945 года, продолжая командовать ротой, в бою с превосходящими силами противника, пытавшегося при поддержке большого количества танков, самоходных орудий и артиллерии прорваться к своим частям, держал правый фланг батальона. Отражая шесть атак, рота не отступила ни на шаг. В бою было уничтожено 68 солдат и офицеров противника, 56 пленено, захвачено 3 орудия и другое военное имущество.
27 апреля 1945 года в бою за Потсдам ротой было взято в плен 33 солдата противника, лично гвардии старшина Сидоров захватил 12 солдат. Он был представлен к званию Героя Советского Союза, приказом по 4-й гвардейской танковой армии от 25 мая 1945 года он был награждён орденом Красного Знамени.
Гвардии старшина Сидоров был демобилизован в декабре 1945 года. Вернулся на родину. Жил в Домодедове, работал мастером погрузочно-разгрузочных работ станции Москва-Товарная-Павелецкая. Был отмечен ведомственным знаком «Почётный железнодорожник».
6 апреля 1985 года в честь 40-летия Победы он был награждён орденом Отечественной войны 1-й степени.
Скончался Иван Иванович Сидоров 11 сентября 2002 года.